# Josep Palau i Busquets
Josep Palau i Busquets   (la Llacuna, 25 de setembre de 1943 - 30 d'abril de 2022) va ser un futbolista català de les dècades de 1960 i 1970.

## Trajectòria
Després de jugar a l'equip del poble, fou incorporat pel futbol base del FC Barcelona, on jugà durant tres temporades. Arribà a ser campió de Catalunya i subcampió d'Espanya, però en el moment d'ascendir a l'equip amateur, se li donà la baixa i abandonà el Barça. Fitxà pel FC Vilafranca de Tercera Divisió i l'any 1964 pel CE Sabadell de Segona. Aquesta mateixa temporada ascendí a primera divisió, categoria en la qual Palau participà en set temporades, sis de les quals al Sabadell, club on visqué la major part de la seva carrera. Durant la temporada 1968-69 fou fitxat pel FC Barcelona, però només jugà 10 partits de lliga, i finalitzada la temporada retornà al Sabadell. Durant les 10 temporades al Centre d'Esports, 6 a Primera divisió i 4 a Segona, jugà 198 partits de lliga i marcà 51 gols. L'any 1975 fitxà pel CF Reus Deportiu, on jugà durant dues temporades, posant fi a la seva carrera esportiva. El maig de 1976 fitxà breument pel Terrassa FC, on jugà uns mesos, retornant al Reus acabada la temporada.